# Zalmoxes

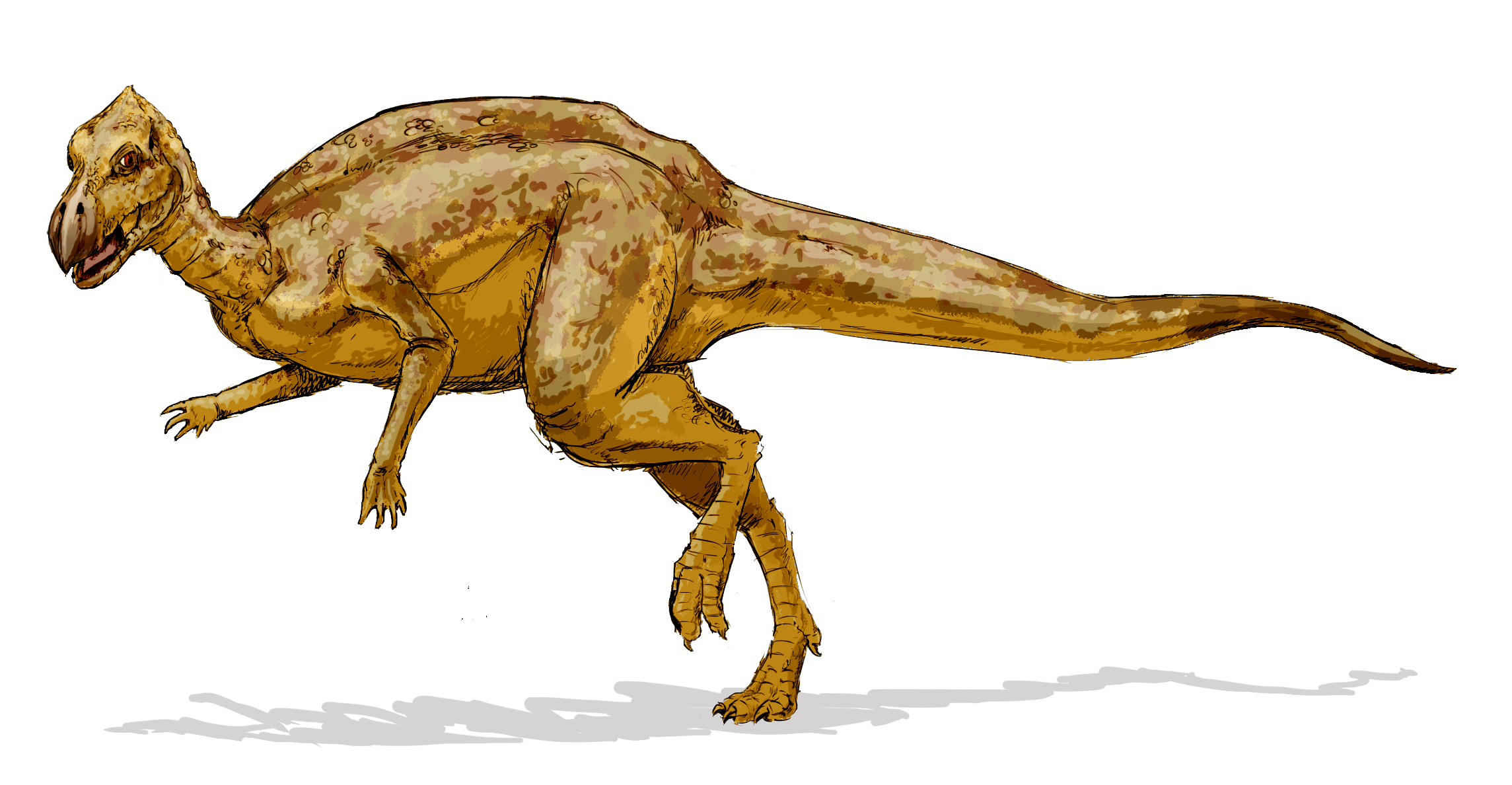
Zalmoxes

Zalmoxes is een geslacht van plantenetende ornithischische dinosauriërs, behorend tot de groep van de Euornithopoda, dat tijdens het late Krijt leefde in het gebied van het huidige Roemenië.
De eerste fossielen van Zalmoxes werden rond 1895 ontdekt op het familielandgoed van de befaamde avonturier Franz Nopcsa. Die benoemde in 1899 de typesoort van het geslacht: Mochlodon robustum. Van die soort werd later vrij veel materiaal gevonden. In 2003 werd het geslacht zelf vernoemd naar een Dacische godheid. De nieuwe geslachtsnaam leverde samen met de oude soortaanduiding de nieuwe soortnaam Zalmoxes robustus op. Meteen werd een tweede soort benoemd: Zalmoxes shqiperorum. Ook die is gebaseerd op botten uit Roemenië.
Zalmoxes robustus was ongeveer drie meter lang en honderd kilogram zwaar. Hij was wat kleiner dan zijn directe verwanten. Volgens Nopcsa was het dier een soort dwerg geworden doordat hij op een eiland leefde met weinig voedsel. Zalmoxes had een erg grote en stevige kop die in staat was harde plantendelen te vermalen. Hij was een gedrongen tweevoeter met stevige achterpoten. Zijn romp werd in evenwicht gehouden door de staart. Zalmoxes shqiperorum was groter, zo'n vierenhalve meter lang.
Zalmoxes is een nauwe verwant van Rhabdodon binnen de Rhabdodontidae.

## Vondst en naamgeving

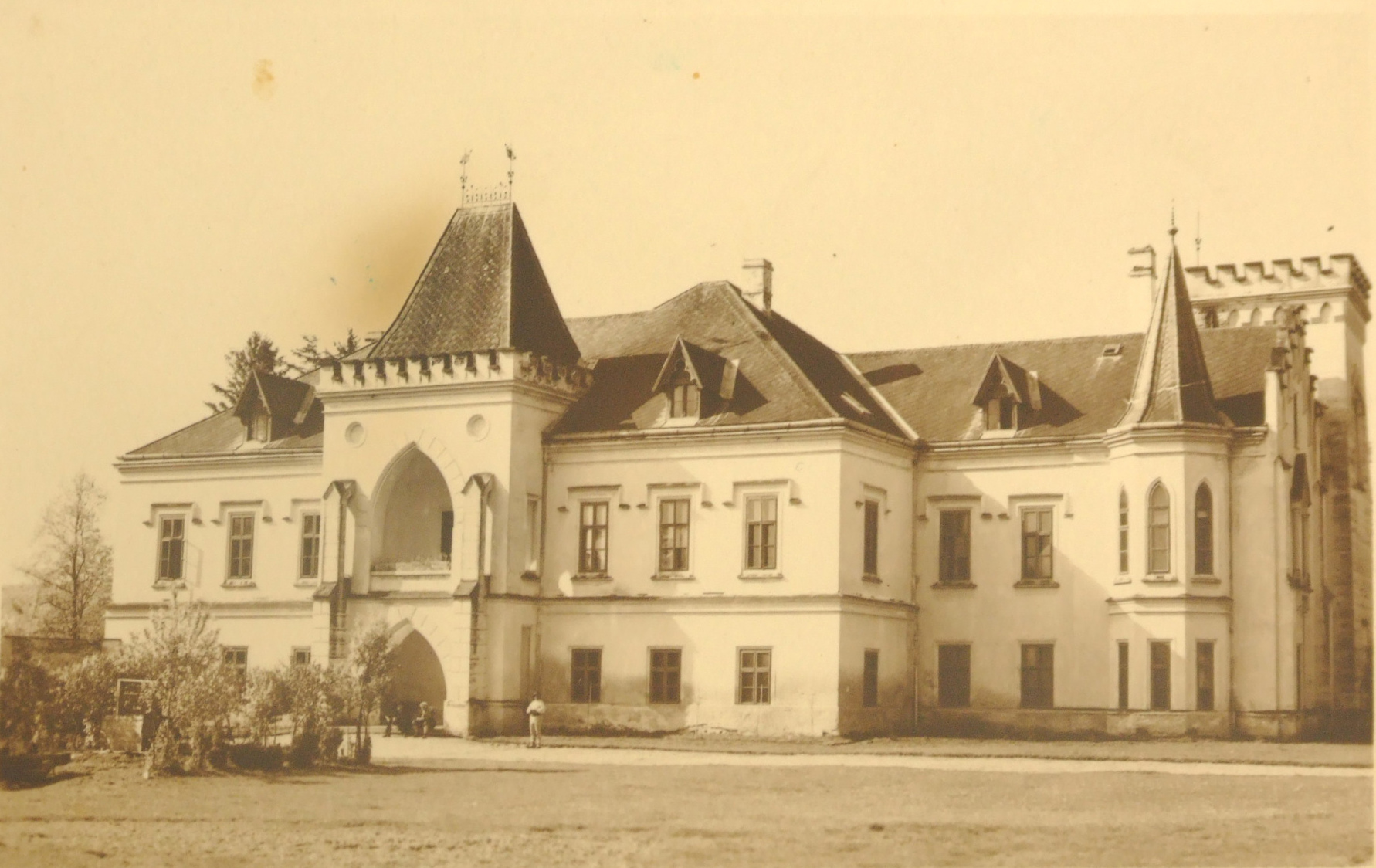
Slot Nopcsa

Op het eind van de negentiende eeuw vond baron Franz Nopcsa in het Haţegbasin van Transsylvanië, een gebied dat toentertijd onder de Hongaarse kroon deel uitmaakte van Oostenrijk-Hongarije, een groot aantal botten van kleine euornithopode dinosauriërs. Volgens de memoires van Nopcsa ontdekte zijn oudere zuster Ilona in 1895 de eerste beenderen in de oever van een rivier op hun landgoed te Sânpetru bij wat nu Sântămăria-Orlea heet en indertijd Szentpéterfalva. De vondsten zouden de reden voor de achttienjarige Nopcsa zijn geweest om in Wenen geologie te gaan studeren. Een gedeelte van het materiaal wees Nopcsa toe aan de uit Oostenrijk bekende soort Mochlodon suessii. Andere beenderen, die wat forser waren, benoemde hij in 1899/1900 als een tweede soort: Mochlodon robustum. In 1915 kwam Nopcsa tot de conclusie dat ze nauwer verwant waren aan de Franse Rhabdodon en hernoemde de soort tot Rhabdodon robustum, wat in 1990 door George Olshevsky geëmendeerd werd tot Rhabdodon robustus aangezien het Griekse odoon mannelijk is in plaats van onzijdig. Sommige auteurs achtten de soort identiek aan een Rhabdodon suessi of aan Rhabdodon priscus.

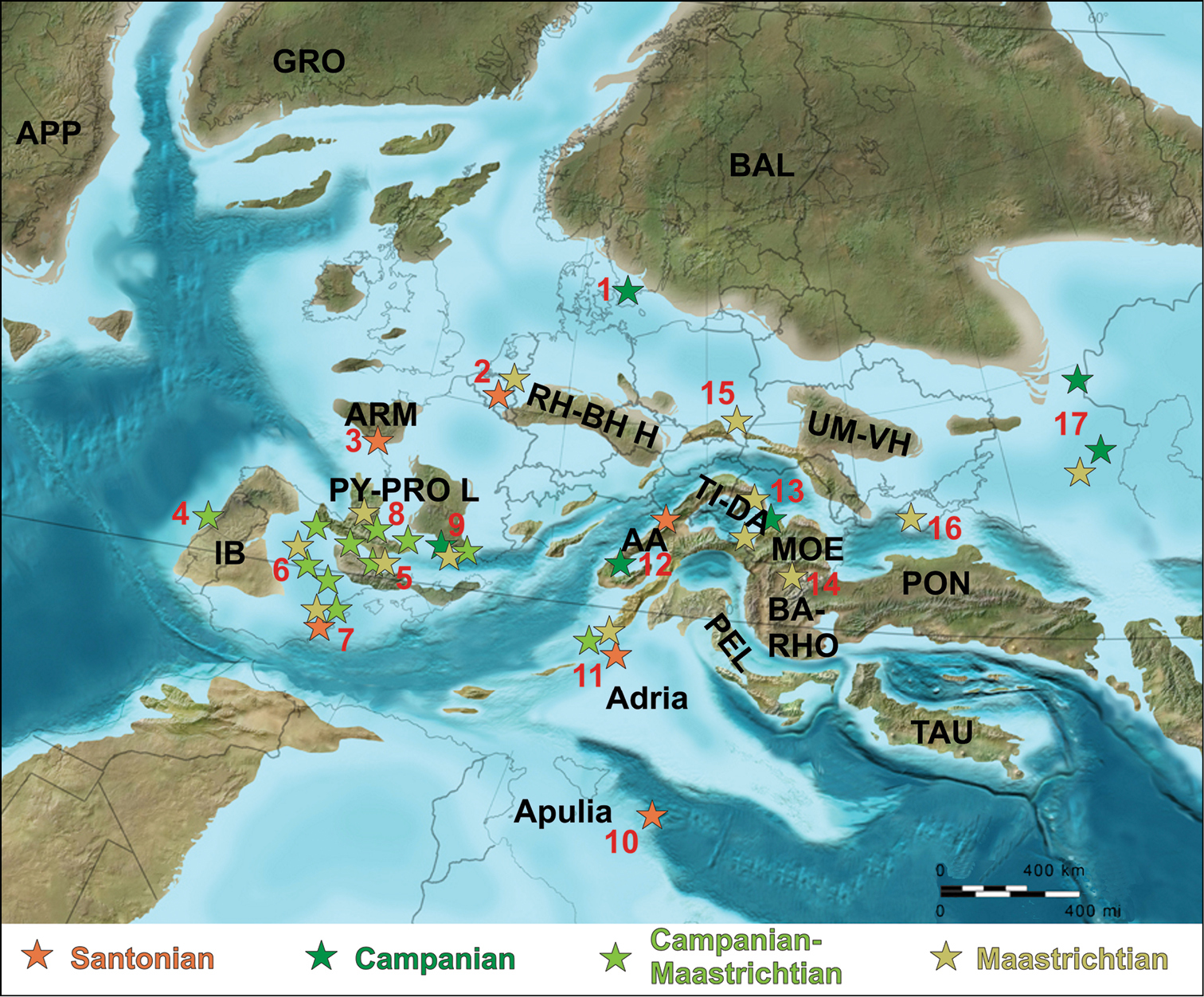
De Europese Archipel in het Opper-Krijt

In 2003 echter benoemden David Bruce Weishampel, Coralia-Maria Jianu, Zoltan Csiki en David Bruce Norman een apart geslacht: Zalmoxes. De naam is een variant van de Dacische godheid Zalmoxis, die zich steeds voor drie jaar in een ondergrondse crypte terugtrok om het vierde jaar als symbool van onsterfelijkheid te herrijzen; evenzo had Zalmoxes in de grond verborgen gelegen om door toedoen van Nopcsa uit zijn graf bevrijd te worden en taxonomische onsterfelijkheid te verwerven. De typesoort van het geslacht is als zodanig Mochlodon robustus, gerecombineerd tot de combinatio nova Zalmoxes robustus.
Het holotype, BMNH R.3392, bestaat uit een rechteronderkaak gevonden in de Sãnpetruformatie die dateert uit het bovenste Maastrichtien, ongeveer 67 miljoen jaar oud. Vele honderden andere specimina zijn aan de soort toegewezen zodat nu het grootste deel van het skelet bekend is, met uitzondering van het puntje van de staart, de handen en de voeten.
Dezelfde auteurs benoemden in 2003 een tweede soort van het geslacht: Zalmoxes shqiperorum. De soortaanduiding verwijst naar Shqiperia, Albanees voor Albanië, omdat Baron Nopcsa eens een poging deed koning te worden van dit land. Het holotype is BMNH R.4900, een gedeeltelijk skelet van een volwassen dier gevonden bij Vurpǎr dat Nopcsa in 1928 beschreef als "Individu I". Een tweede skelet van een jong dier is aan de soort toegewezen alsmede enkele losse botten. Niet alle onderzoekers zijn van het bestaan van deze soort overtuigd.
In 2005 werd het materiaal van Mochlodon suessii door Sven Sachs en Jahn J. Hornung provisorisch toegewezen aan een Zalmoxes sp.; indien echter beide vormen inderdaad identiek zouden zijn dan heeft de naam Mochlodon prioriteit.
In 2022 werden twee hersenpannen die aan Zalmoxes waren toegewezen, bij Telmatosaurus ondergebracht.

## Beschrijving

### Grootte en onderscheidende kenmerken vanZalmoxes robustus

Zalmoxes in grootte vergeleken met andere Iguanodontia

Zalmoxes is een kleine tot middelgrote tweevoetige planteneter. Het langste bekende dijbeen van Z. robustus heeft een lengte van 333 millimeter wat wijst op een lengte tegen de drie meter en gewicht van rond de honderd kilogram. De bouw is tamelijk gedrongen met een grote kop die grote tanden draagt, korte dikke nek en een bolle rug die overgaat in een iets aflopende vrij korte staart. Deze kenmerken zijn door Nopcsa verklaard als een geval van dwergvorming: het Haţegeiland, deel van de Europese Archipel, zou te klein geweest zijn om al te grote dieren te voeden en Zalmoxes zou dan afstammen van veel grotere voorouders waarvan bepaalde robuuste trekken bewaard bleven.
De beschrijvers wisten een groot aantal onderscheidende kenmerken vast te stellen, de meeste in de schedel. Het buitenste zijvlak van het quadratum vormt een ingewikkeld raakvlak met het quadratojugale dat ook een facet heeft dat aan het squamosum raakt. De fenestra posttemporalis is naar achteren verschoven en tot een foramen, opening, in het squamosum geworden. Het squamosum heeft geen verruwing als peesaanhechting voor de Musculus adductor mandibulae externus superficialis. Het postorbitale heeft een gekromde richel op het buitenoppervlak. De voorste bovenrand van het bovenste slaapvenster wordt gevormd door het postorbitale. Het voorhoofdsbeen heeft een ingewikkelde dwarse beennaad die het slaapbeen overgroeit. Dit been draagt bij enkele exemplaren ook een dwarskam, een mogelijk geval van seksuele dimorfie. De quadrata zijn zijdelings gespreid wat het achterhoofd een driehoekige vorm geeft. Het quadratojugale is groot en schijfvormig. Het predentarium van de onderkaken is massief gebouwd met gepaarde onderuitsteeksels. Boven de voorste bovenrand van het surangulare bevindt zich een verkleind buitenste fenestra mandibularis, opening in de achterste zijwand van de onderkaak, die overlapt wordt door het dentarium. Het surangulare heeft een secundair foramen en bovenaan een scherp uitsteeksel. In het bekken is et voorblad van het darmbeen nauw en gedraaid; nauw is ook de bovenrand van het heupgewricht door dat darmbeen gevormd. Het zitbeen heeft geen processus obturatorius, een verheffing aan de basis als spieraanhechting. De schacht van het zitbeen is naar boven gekromd. De beschrijvers wezen erop dat veel kenmerken wellicht alleen maar uniek lijken doordat de toestand bij de verwanten, Rhabdodon en Mochlodon, onbekend is; het fossiele materiaal van die soorten is erg beperkt.

### Skelet

#### Schedel

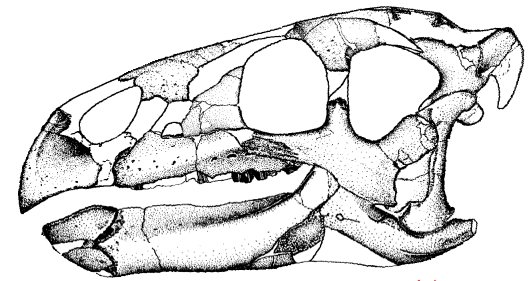
De schedel

De schedel van Zalmoxes is van bovenaf bezien sterk driehoekig met een zeer spitse snuit. Snuit en onderkaken dragen een puntige hoornsnavel die geschikt was om selectief hoogwaardig voedsel af te bijten; in de habitat van Zalmoxes groeiden Sphenophyta, varens, Pteridophyta en angiospermen. De achterkant van de kop heeft een opstaande dwarsrichel als aanhechtingsvlak voor de sterk nekspieren. Daarmee kon een rukkende beweging gemaakt worden. Het plantenmateriaal werd in stukken geknipt door per zijde tien tanden in zowel boven- als onderkaak. De jongen hebben maar acht tandposities.
De spitse snuit gecombineerd met een brede achterkant impliceert dat het gedeelte vóór de oogkas relatief klein is. De schedel als geheel is echter opvallend groot ten opzichte van het lichaam. De bovensnavel hangt iets af. De spitsheid van de snuit wordt weerspiegeld door de korte opgaande tak van de praemaxilla. De tak richting bovenkaaksbeen is kort. De uitholling rond het neusgat is, voor een euornithopode, beperkt van omvang en door een kanaal verbonden met de interne verhemelteplaat van de praemaxilla. De fossa holt desalniettemin het grootste deel van de zijwand van de snavel uit. De snijrand van de tandeloze praemaxilla is glad en scherp; meer naar boven is de botwand ruwer als aanhechting voor de hoornsnavel. De praemaxillae vormen intern een brede platte verbinding met elkaar voorzien van groeven voor stevige kapsels. Deze plaat is aan de achterzijde in het midden voor een centimeter ingekeept om de voorste afgeplatte pennen van de bovenkaaksbeenderen te ontvangen. Het bovenkaaksbeen vormt een robuuste driehoek, tweemaal langer dan hoog. Achter de tak naar het neusbeen ligt de kleine fenestra antorbitalis. Het bovenkaaksbeen overhangt de tandrij sterk; wellicht was dit bij het levende dier bedekt met een vlezige wang om te kauwen. De tandrij bestaat uit tien tandposities. Het bovenkaaksbeen heeft achteraan een golvende rand, schuin afzakkend, als contact met het hoge jukbeen. Het traanbeen is een grote trapeziumvormige plaat, aan de binnenzijde ingedeukt door het kanaal naar het foramen dat het midden van het bot doorboort. De buitenzijde is licht bol.
Het neusbeen is vrij breed, een geleidelijk oplopend bol bovenprofiel van de snuit vormend. De onderkant van de verbonden neusbeenderen toont een lengterichel die de neusholte in tweeën deelt. In 2003 werd dit gezien als de mogelijke basis van een turbinaat, een boekrolvormige structuur om vocht op te vangen bij het uitblazen van de warme ademlucht. Dat zou dan een aanwijzing zijn voor warmbloedigheid. Het voorhoofdsbeen is een min of meer driehoekig element, tweemaal langer dan breder en achteraan tweemaal breder dan vooraan. Specimen MAFI v.13528 wijkt af door een dwarsrichel bovenop waardoor Nopcsa het als een exemplaar van Orthomerus zag. Hij interpreteerde de richel als een mogelijke seksuele dimorfie of een pronkorgaan. De beschrijvers uit 2003 beaamden dat maar dan wel als variatie binnen Zalmoxes. Het voorhoofdsbeen wordt vermoedelijk door het postorbitale van de oogkas gedrongen. De wandbeenderen zijn samen niet erg ingesnoerd en hebben maar een lage middenkam. Het driestralige postorbitale vormt een ruwe achterste bovenrand van de oogkas. Ook het squamosum is driestralig of eigenlijk vierstralig want de achterste tak van het postorbitale wordt door twee takken omvat. Er is geen richel voor de musculus adductor mandibulae externus superficialis. Het squamosum is onderaan breed, met een diepe holte voor de kop van het quadratum. Er is geen afhangend uitsteeksel achter die kop. De achterzijde is hoog en wordt doorboord door een kanaal dat aan de binnenzijde uitkomt. Dit is een uniek kenmerk en werd geïnterpreteerd als het restant van een fenestra posttemporalis die geheel door het squamosum omsloten was geraakt.

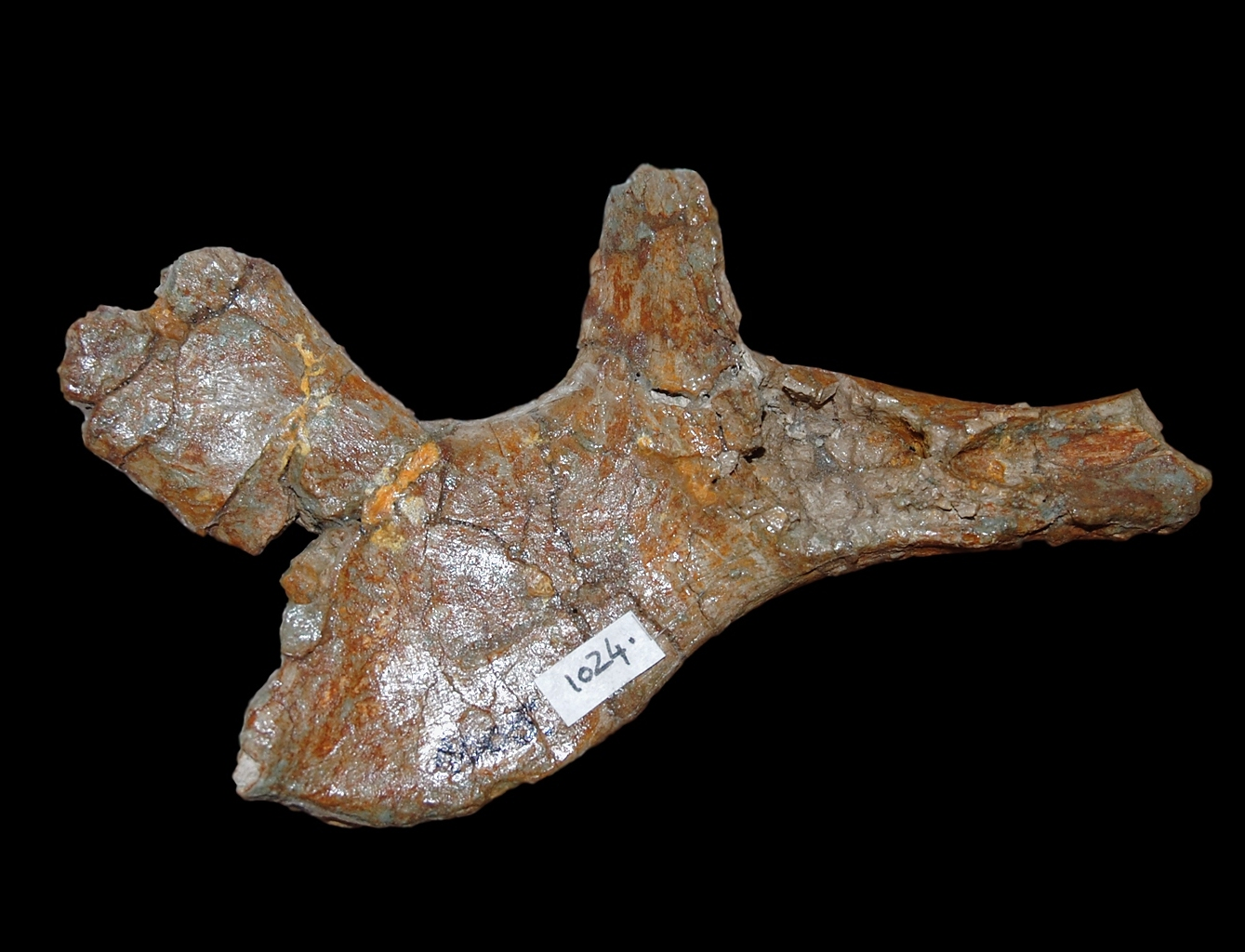
Een jukbeen

Het jukbeen is een groot bot waarvan een wigvormige voorste tak de rechte onderrand vormt van de oogkas en een vrij smalle maar overdwars dikke opgaande tak de verticale achterrand van die orbita. De achterste tak is hoog en overdwars plat, de onderrand vormend van het onderste slaapvenster. De onderrand van deze tak buigt bollend omlaag maar niet tot een heel grote diepte. De tak bedekt bovenaan het platte quadratojugale maar onderaan steekt de voorste tak van het quadratojugale in de achterrand van de tak. Het quadratum als geheel is uitzonderlijk zwaargebouwd. De kop is vrij klein en glad, met een verticaal uitsteeksel achteraan de holle achterrand van de schacht overhangend. Onderaan is de buitenste gewrichtsknobbel, articulerend met het surangulare, veel breder dan de binnenste knobbel die met het articulare van de onderkaak articuleerde. Ten opzichte van de lengteas van de schedel staat de buitenste knobbel meer naar voren zodat het hele kaakgewricht sterk naar binnen gedraaid is, weer een aanpassing aan de korte snuit. Het quadratojugale lijkt precies te passen in een hoge uitholling aan de buitenste zijkant van de schacht, zonder tussenliggend foramen paraquadraticum.
Het achterhoofd heeft bovenaan centraal een vrij groot driehoekig supraoccipitale. De verticale middenkam daarvan scheidt twee uithollingen met bulten voor de aanhechting van de takken van wellicht de musculus rectus capitis posterioris. De exoccipitalia worden niet van het supraoccipitale gescheiden door een groeve die een restant zou kunnen zijn van de fenestra posttemporalis wat de beschrijvers sterkte in de gedachte dat die in het squamosum lag. Het complex van het exoccipitale en het opisthoticum wordt achteraan uitgehold door een aanhechtingsvlak voor de musculus capitis magnus obliquus. De buitenzijde van dat complex buigt naar boven en bezijden om een zijuitsteeksel te vormen, de processus paroccipitalis. De precieze vorm daarvan is wegens beschadigingen onbekend maar het is fors met een hoge basis. De exoccipitalia liggen grotendeels veel lager, aan weerszijden van een hoog achterhoofdsgat. De voorste benedenrand van het uitsteeksel vormt een scherpe kam, de crista tuberalis, met erachter uitgangen voor de hersenzenuwen. Ervoor ligt de uitholling van de oorzone met erboven de achterste uitloper van de crista prootica. Het onderste achterhoofd is vrij smal met een niervormige achterhoofdsknobbel, aan de bovenzijde ingedeukt, die op een cilindervormige hals staat. Het achterhoofd eindigt onderaan in een ruwe beenwal gevormd door de tubera basilaria, aanhechtingen voor de musculus rectus capitis ventralis. Meer bezijden hangen de korte uitsteeksels van de processus basipterygoidei af. Met de tubera basilaria vormen ze de achterzijde van de ingang van de halsslagader die dwars door het basisfenoïde loopt om er via de achterwand van de fossa hypophysealis weer uit te komen.
Van het verhemelte was in 2003 niets bekend.

#### Onderkaken

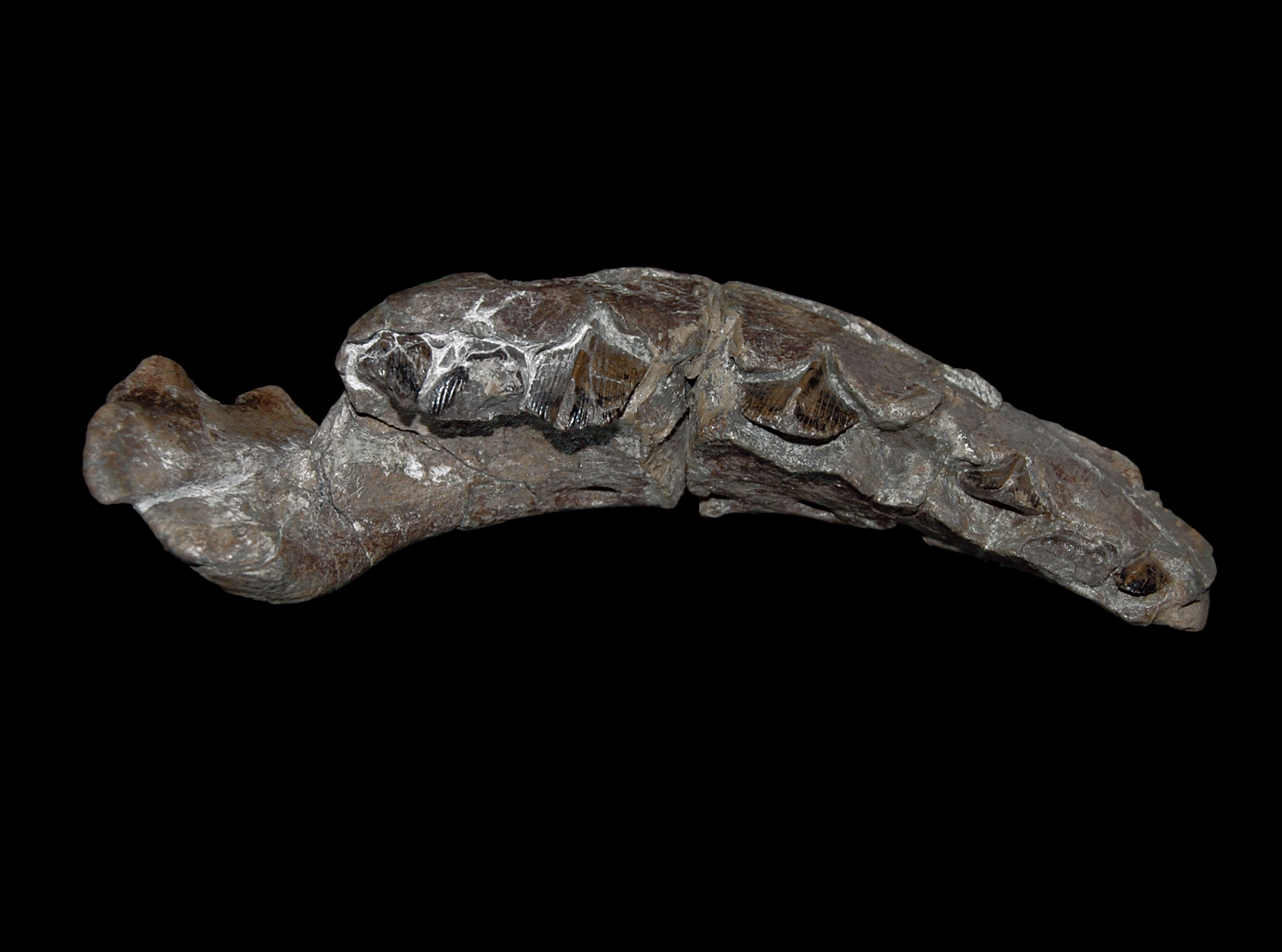
Een dentarium van boven bezien met rechts de voorkant

De onderkaken zijn hoog en stevig gebouwd. Vooral het predentarium, het centrale element dat de voorkanten van beide dentaria raakt en de beenkern van de ondersnavel vormt, is uitzonderlijk hoog. De voorrand ervan steekt buigend onder een hoek van 45° omhoog. In bovenaanzicht heeft het een U-vorm met evenwijdige achterste takken. De snijrand, die in een rechte lijn schuin omlaag loopt, is glad, troggen aan de binnenzijden begrenzend. De takken omvatten met twee boven elkaar geplaatste lobben de voorkant van ieder dentarium in een uitzonderlijk sterke overlappende verbinding. De onderste lob is weer verdeeld in twee kleinere afgeplatte driehoekige lobben. De dentaria waren zelf vooraan ook hecht met elkaar vergroeid maar die symfyse wordt niet speciaal bedekt door een opliggend uitsteeksel van het predentarium. Wel was er een versterkende dwarsbalk aan de achterkant om ontwrichting van de takken uit te voorkomen.
Het dentarium draagt tien tandposities; bij jonge dieren acht. Het grootste gevonden dentarium heeft een lengte van 211 millimeter en een hoogte onder de tandrij van eenenvijftig millimeter. Deze tak is dus ook erg hoog en typisch recht in zijaanzicht, soms iets gebogen maar dan met vrijwel evenwijdige bovenrand en onderrand. De voorzijde loopt in zijaanzicht iets taps toe tussen de achterste lobben van het predentarium. De wig die zo gevormd wordt heeft een vrij steile bovenrand en onderrand. Er is geen duidelijk hiaat tussen tandrij en predentarium. Aan de achterzijde buigt het uitsteeksel van de processus coronoides omhoog, een kwart aan de hoogte van de tak toevoegend. Het komt zo aan de buitenzijde van de achterste tanden te liggen. De tandrij is recht in bovenaanzicht. Nopcsa dacht ten onrechte dat de binnenwand van het dentarium een aparte verbening vormde, een os accessorium. De onderkaak is binnenin hol en de holte loopt helemaal door tot aan de symfyse.
Het surangulare is halvemaanvormig in bovenaanzicht en zijaanzicht. Vooraan heeft het een complexe verbinding met het coronoïde uitsteeksel. De buitenste zijwand wordt doorboord door twee foramina waarvan het achterste vermoed werd een restant te zijn van de fenestra mandibularis externa. Het surangulare vormt de voorste helft van het onderste kaakgewricht. Achteraan vormt het de bovenzijde van een lang en sterk naar boven gekromd retroarticulair uitsteeksel om de bek te openen.

#### Tanden

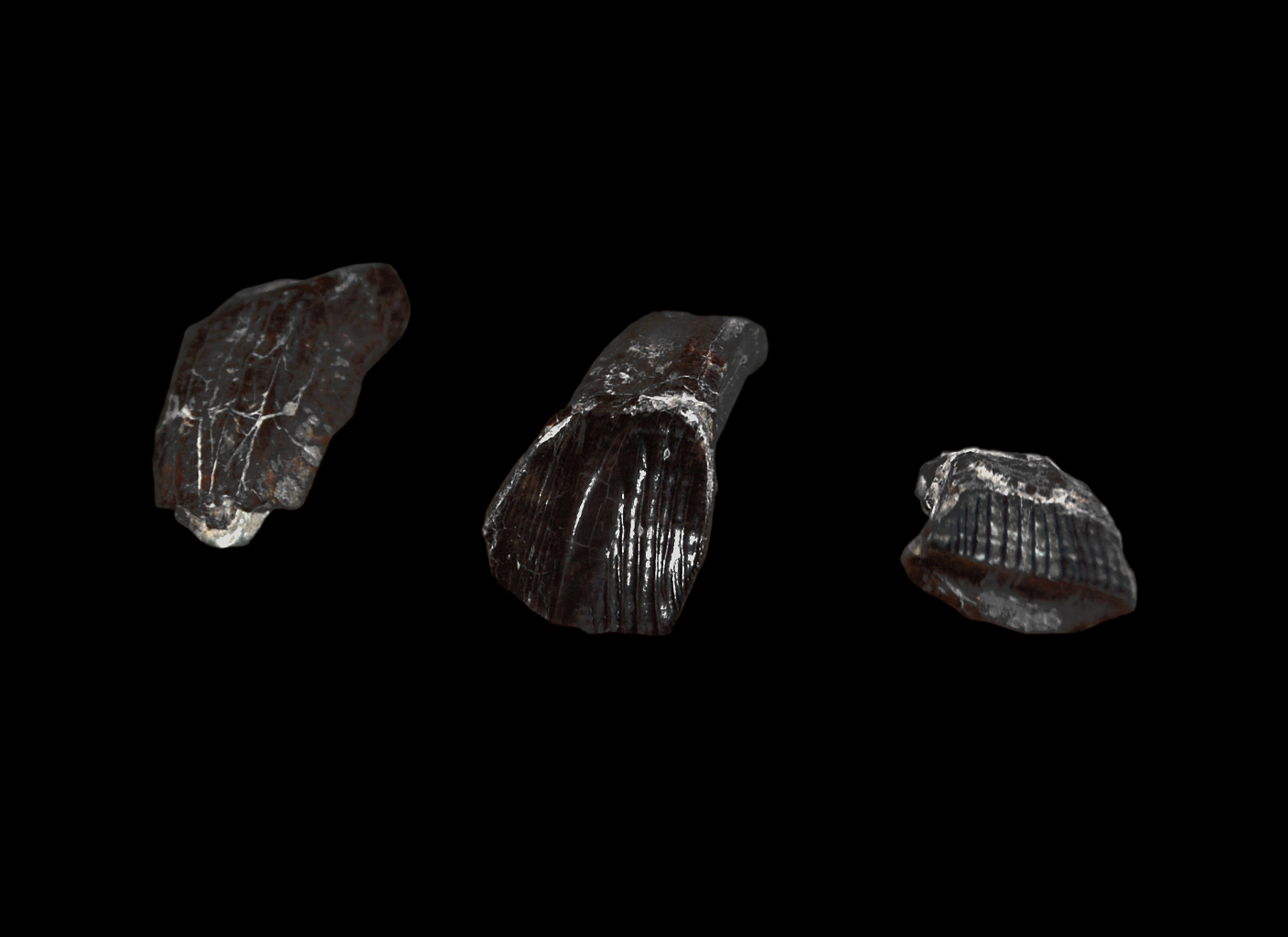
Tanden

De kronen van de maxillaire tanden, in de bovenkaken, zijn asymmetrisch en iets hoger dan breed. Het spits ligt iets naar achteren. In dwarsdoorsnede zijn de tanden lensvormig. Beide zijden hebben email maar aan de buitenzijde is dat dikker. De buitenzijde is bedekt met talrijke verticale richels die naar het spits toe iets uiteen lopen. Ook de binnenzijde heeft enkele richels die uitlopen in de vertandingen. Er is weinig samenhang tussen de breedte van de tand en het aantal richels. Naarmate een dier ouder werd, nam de grootte van de tanden toe maar de hoeveelheid richels steeg niet boven de negentien, een maximum dat al bij vrij kleine tanden gehaald kon worden. Wel hebben de grootste tanden altijd een hoog aantal, nooit onder de twaalf. De basis van de tand is verdikt tot een duidelijk afgescheiden cingulum. De tandwortels zijn lang en bij sommige exemplaren lijken ze door de kaakwand heen gegroeid te zijn wat verder van euornithopoden niet bekend is. De grootste tanden staan meer achteraan. Per tandpositie zijn er twee tanden, een die uitgekomen was en een vervangingstand. De tanden staan dicht op elkaar maar vormen geen echte tandbatterij. De tanden moeten steeds gewisseld zijn, maar het is uit de gevonden fossielen niet duidelijk wat de dimensies zijn van de vervangingsgolf. De tanden slijten eerst weg op de voorrand en daarna ontstaat er een slijtfacet op de achterrand. Uiteindelijk vallen beide facetten samen. De slijtvlakken maken een hoek van 60° met het horizontale vlak.
De dentaire tanden in de onderkaken hebben een meer ruitvormig profiel met een duidelijke primaire richel aan de binnenzijde, iets richting achterrand geplaatst. Hier heeft de binnenzijde talrijke secundaire richels, hun aantal ook weer niet duidelijk gecorreleerd aan de tandgrootte. Weer staan de grootste tanden meer achteraan, waar de onderkaak het hoogst is. Hier echter overlappen de tanden elkaar waarbij de achterrand van de voorliggende tand over de voorrand van de achterliggende tand geplaatst is. De vervangingstand heeft een holle wortel. Hier begint de slijtage aan de achterrand van de tand. De slijtvlakken maken hoeken tussen de 55° en 75° met het horizontale vlak.

#### Postcrania

##### Wervelkolom
Het aantal wervels is niet precies bekend. Nopcsa meende dat er negen halswervels en zestien ruggenwervels waren en moderne onderzoekers hebben geen gegevens kunnen vinden om tot een beter gefundeerde schatting te komen. Het aantal sacrale wervels is acht zoals blijkt uit hele sacra die gevonden zijn. Losse staartwervels zijn de meest gevonden fossielen van Zalmoxes maar hoeveel ervan een staart bevat, is onzeker; vermoedelijk rond de vijfenveertig.
Nopcsa begreep al dat de nek hol naar boven kromt. De tweede halswervel, de draaier, is opisthocoel, met een bol vooreinde en een hol achtereind. De wervel is even lang als breed en breder dan hoog. Onderaan is de draaier ingesnoerd zodat de onderkant meer een wig vormt. De wervelboog steekt hoog uit en het doornuitsteeksel heeft een hoogte van tweemaal het wervellichaam maar bestaat desalniettemin uit een lage bolle plaat waarvan de voorrand vóór de voorste gewrichtsuitsteeksels uitsteekt en de achterrand al een eind vóór de achterste gewrichtsuitsteeksels abrupt naar beneden valt. De volgende halswervels in de reeks zijn ongeveer even lang als hoog en maar licht ingesnoerd. Hun onderzijde heeft de vorm van een brede afgeronde kiel. De voorste halswervels hebben vijfhoekige dwarsprofiel door de brede parapofysen onderaan, de onderste ribkopfacetten. Meer naar achteren wordt het profiel hoger naarmate de parapofysen minder uitsteken en hoger op de wervelboog komen te liggen. De halswervels zijn licht opisthocoel of platycoel, met platte uiteinden. Hun zijprofiel is wigvormig doordat de onderzijde wat langer is. Het is die vorm die de nek in een bovenaan holle kromming dwingt. De wervelboog is fors, een in dwarsdoorsnede breed neuraal kanaal vormend. De voorste gewrichtsuitsteeksels zijn relatief kort maar de achterste lang, de achterrand overschrijdend en onder een rechte hoek uit elkaar staand, met lange naar beneden gerichte facetten voor het contact met de voorste gewrichtsuitsteeksels van de achterliggende wervel. Bij de achterste halswervels worden deze uitsteeksels weer korter en gaan meer in de lengterichting staan. Deze wervels hebben een rondere dwarsdoorsnede, een ovaal kanaal in de wervelboog, en zijn licht amficoel: met uitgeholde uiteinden. De doornuitsteeksels van de nek zijn slecht bekend maar lijken vrij kort, wellicht achteraan plaatvormig.
Bewaarde nekribben laten zien dat de twee ribkoppen, het onderste capitulum en het bovenste tuberculum, ongeveer even groot zijn en de vorm van bulten hebben, op een nekvormige uitstulping. In zijaanzicht is de rib gewelfd, naar achteren taps toelopend waar zij verbonden was met kraakbeen of een pees.
De voorste ruggenwervels lijken op de achterste halswervels. Naar achteren in de reeks worden ze hoger, breder dan lang en meer ovaal in dwarsdoorsnede, met een rondere kiel. De ruggenwervels zijn amfiplat. Er is soms een "notochordaal" bultje aan de onderste uitgang van de wervelboog. Bij deze wervels is juist de onderzijde korter zodat de rug bol naar boven kromt. De korte wervelboog staat op een stevig voetstuk waarvan de verbrede onderzijde achteraan over de achterrand van het centrum stulpt. Het ronde neurale kanaal is hier smaller dan in de nek. De voorste gewrichtsuitsteeksels zijn korter, aangezien de rug veel minder beweeglijk is. Achteraan verhuizen de parapofysen verder naar boven om uiteindelijk met de zijuitsteeksels samen te vallen. Deze uitsteeksels worden ondertussen rechter, robuuster en horizontaler. Ook de achterste gewrichtsuitsteeksel zijn, veel, korter. Althans op de achterste rug zijn de doornuitsteeksels overdwars matig dik, vrij hoog en rechthoekig in zijprofiel. Hun bovenvlakken zijn verruwd voor de aanhechting van een pees.
De voorste ribben hebben bovenaan een T-vorm in dwarsdoorsnede maar worden onderaan ronder. Hun schachten zijn gebogen omdat ze rond de voorste romp krommen. Hun capitulum is bol maar hun tuberculum bijlvormig. De twee koppen liggen ver uit elkaar omdat voor in de rug ook de parapofysen en diapofysen door een flinke afstand gescheiden zijn. Meer naar achteren worden de ribben rechter, het hoge gedeelte van de middelste borstkas vormend. Het capitulum wordt kleiner omdat dit ook met de parapofyse het geval is. Tegelijkertijd naderen de ribkoppen elkaar wat de ribben eerst verticaal dwingt en uiteindelijk naar voren doet steken, als korte achterzijde van de borstkas. Bij de laatste ribben vallen beide koppen samen zoals ook hun facetten op de wervels samensmelten. In 2003 vroeg men zich af of deze ribben over het voorblad van het darmbeen krommen of aan de binnenzijde ervan vallen; meestal wordt dat laatste aangenomen.

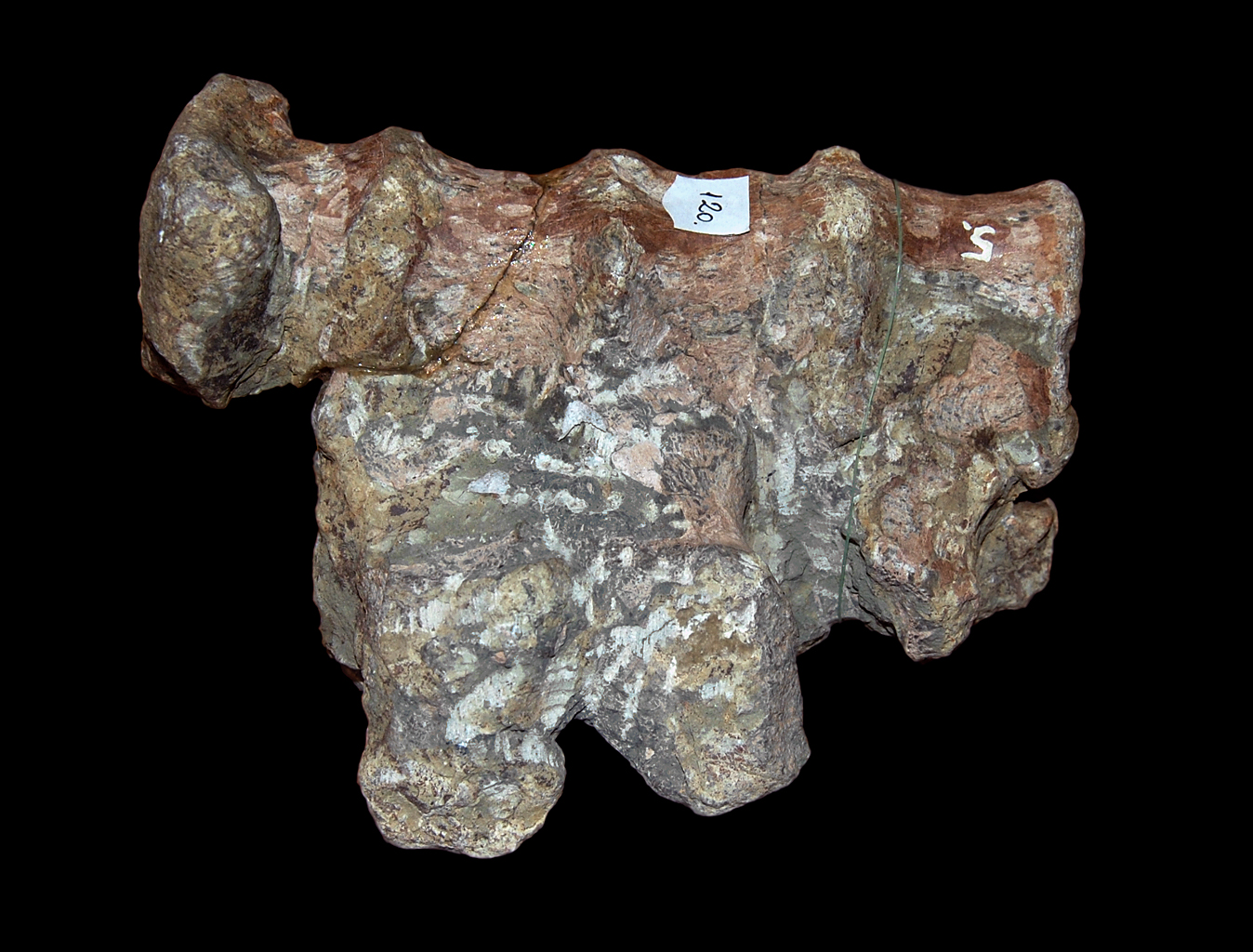
Een heiligbeen

Nopcsa achtte het mogelijk dat het heiligbeen negen sacrale wervels zou kunnen tellen, ook al had hij er maar acht aangetroffen. In 2003 meende men het aantal van acht het juiste te zijn. Dat is al aanzienlijk voor zo'n klein dier dat immers in de heup geen enorm gewicht hoeft te dragen en een aanwijzing voor dwergvorming. Van de acht zijn er drie echte sacrale wervels. Minstens twee dorsosacralen zijn uit de rug "ingevangen" en drie caudosacralen uit de staart. De eerste sacrale wervel is wel met de rest vergroeid maar heeft nog grotendeels de vorm van een ruggenwervel met een echt zijuitsteeksel en een achterwaarts gelegen wervelboog. De tweede wervel heeft een speciaal contact met de derde doordat de rib daarvan naar voren is verhuisd om te vergroeien met hun gezamenlijke beennaad. Misschien hadden de eerste twee wervels nog vrij ribben. De tweede wervel is verbreed maar de wervelboog ligt nog in het midden, zij het vergroeid met de eerste wervelboog. Bij de derde wervel ligt de wervelboog vooraan, over de achterrand van de tweede wervel groeiend. De laatste zes wervels vormen een vergroeide boog, bol naar boven krommend. Ze nemen langzaam weer in breedte af. De eerste vier van dit stuk zijn via enorme sacrale ribben verbonden met de darmbeenderen van het bekken, een sacraal juk vormend boven het heupgewricht. De ribben overspannen ieder twee wervels. Ook bij de laatste twee wervels zijn de wervelbogen overlappend; ze hebben dus meer de bouw van "echte" sacrale wervels. De bouw van hun ribben is echter onzeker. De doornuitsteeksels zijn bovenaan overdwars vrij dik en vermoedelijk ook vrij hoog en breed in zijaanzicht. Ze vormen echter geen doorlopende neurale boog.

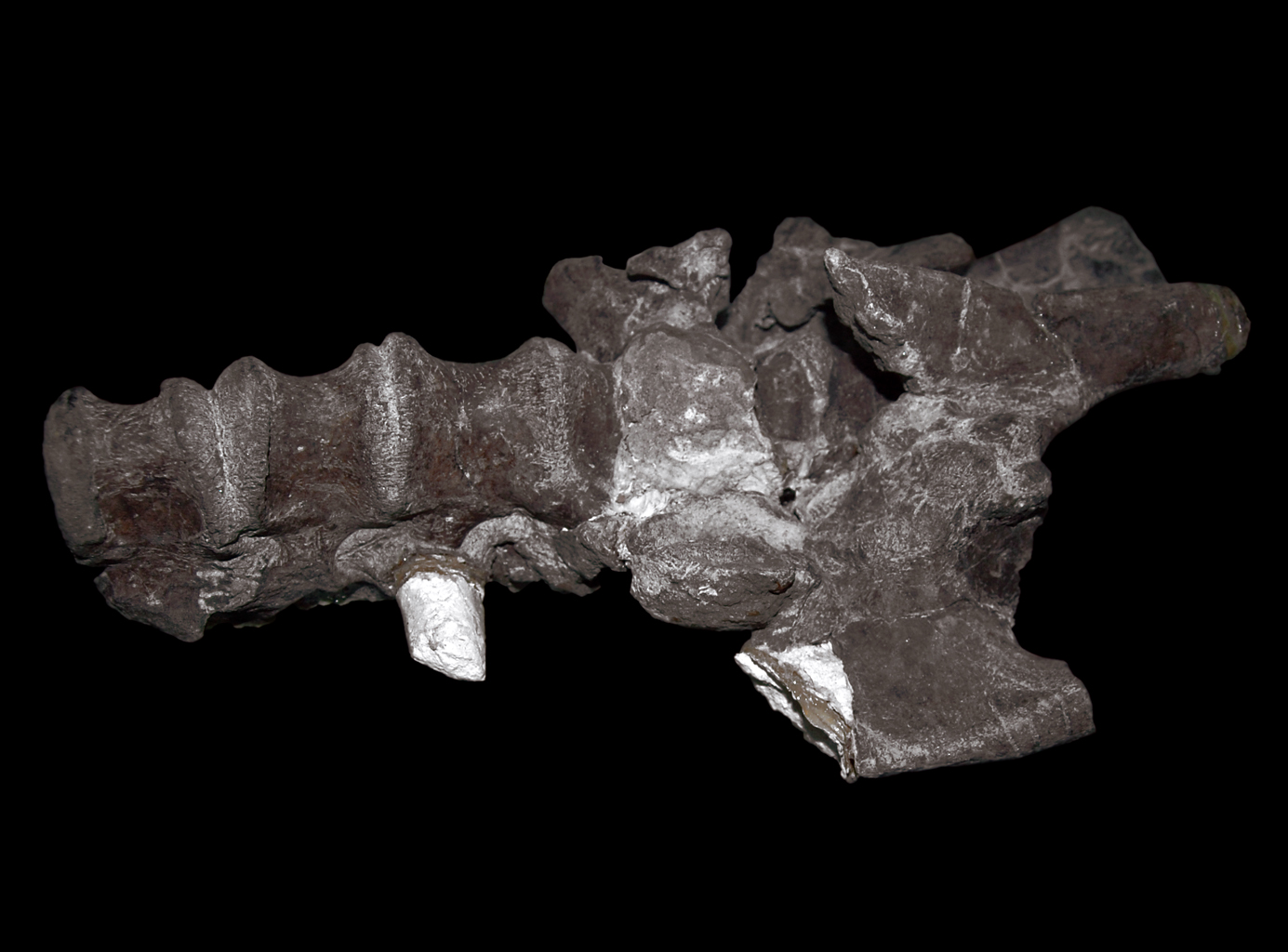
Een heiligbeen

Losse staartwervels behoren tot de meest gevonden fossielen van Zalmoxes maar zijn niet in een reeks aangetroffen, wat het lastig maakt een hele staart te reconstrueren. De voorste staartwervels zijn korter en breder dan hoog. Naar achteren worden ze lager en langer, een gebruikelijke bouw. De voorste wervels zijn platycoel met een hartvormige dwarsdoorsnede. De allervoorste wervels hebben geen chevronfacetten en dus kennelijk ook geen chevrons. Ze zijn aan de onderzijde overdwars afgerond. Wervels die vermoedelijk iets verder naar achteren lagen hebben wel van zulke facetten, groter aan de achterzijde dan aan de voorzijde. De overspannende chevron was dus meer naar voren geplaatst. Eigenaardig is dat zulke wervels of een afgeronde onderzijde hebben of een lengtegroef. Nopsca zag daar een seksueel onderscheid in. De zijuitsteeksels of staartribben zijn robuust en vrij kort. Naar achteren werden ze steeds korter maar het is onzeker bij welke wervel in de reeks ze precies ophielden. Bij verwanten is dat typisch tussen de tiende en vijftiende wervel. Het neuraal kanaal is vrij smal. De gewrichtsuitsteeksels hebben vrijwel verticale facetten. Dat staat een redelijke opwaartse beweging van de staartbasis toe. In die basis zijn de doornuitsteeksels hoog en plaatvormig. Meer naar achteren zullen ze lager geworden zijn maar dat kan wegens beschadigingen niet gecontroleerd worden. Meer achterste staartwervels zijn iets wigvormig door een langere bovenkant. Dat moet de staartpunt naar beneden gekromd hebben. Sommige van die wervels hebben weer een lengtegroeve op de onderzijde.

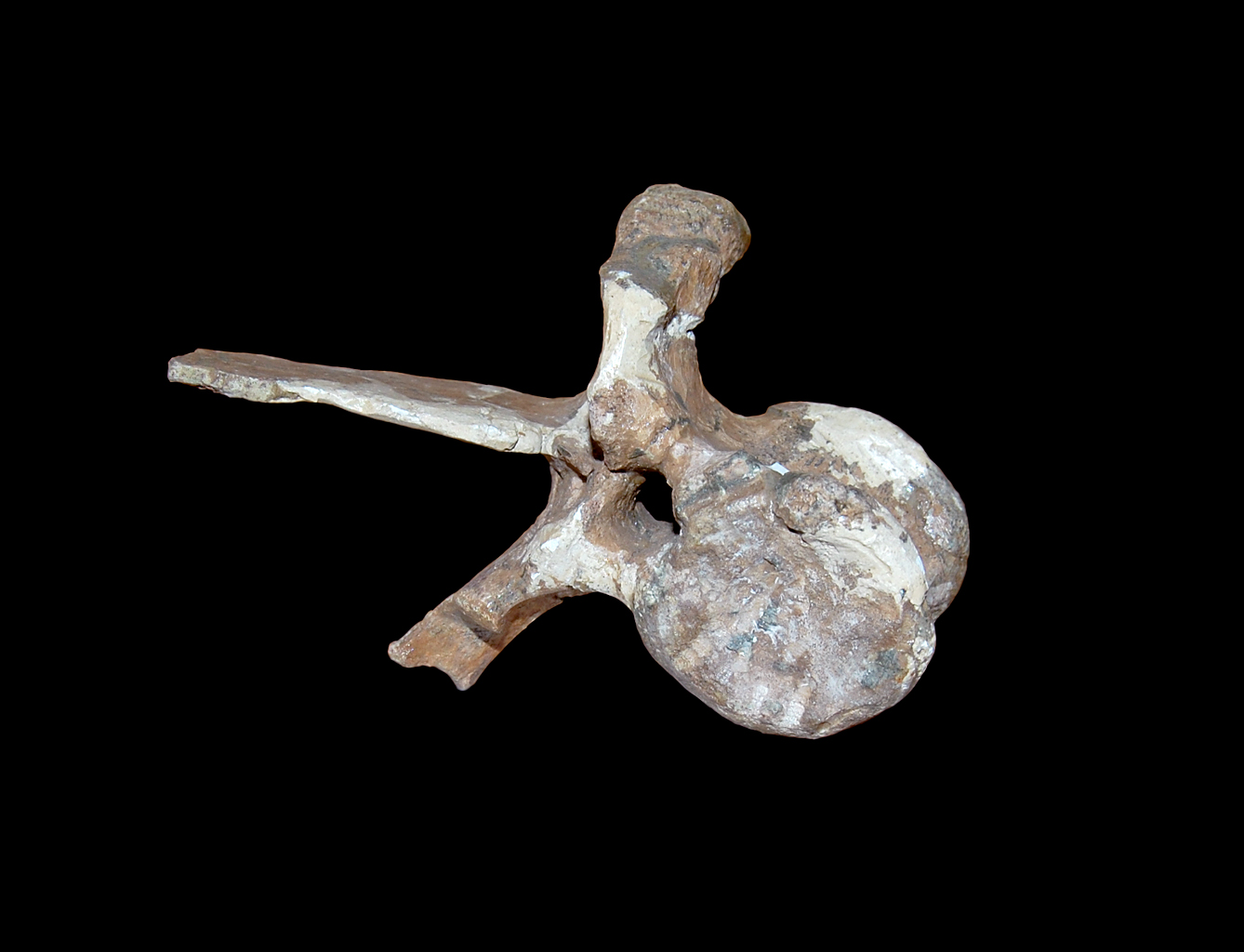
Een staartwervel

Een mogelijke chevron van Zalmoxes, specimen MCDRD 740, staat af onder een hoek van 135° en bezit een eirond haemaalkanaal. Eigenaardige groeven op de voorzijde en op de van twee richels voorziene achterzijde werden als aanhechtingen gezien voor de musculus ischiocaudalis, de spier die tussen staart en zitbeen loopt. Het blad van deze chevron eindigt onderaan spits. Problematisch is dat er ook andere euornithopode chevrons gevonden zijn, met een meer gebruikelijk staafvormig blad dat onderaan overdwars afgeplat eindigt en zonder groeven.
Nopcsa meldde in 1928 bij gevonden wervels de aanwezigheid van verbeende pezen. Hij dacht dat die door toeval gefossiliseerd waren. Tegenwoordig wordt begrepen dat de verbening bij euornithopoden een gewoon verschijnsel was ter versteviging van de wervelkolom. De pezen wijken niet af van die welke van andere soorten bekend zijn.

##### Ledematen
De schoudergordel bestaat uit het schouderblad en het ravenbeksbeen. Het schouderblad staat schuin naar achteren en heeft een dikke ruwe bovenrand waar het overging in een laag kraakbeen. Dit bovenste uiteinde is verbreed. De mate van verbreding verschilt van exemplaar tot exemplaar. Sommige schouderbladen zijn half zo breed als het nauwste punt van de schacht, andere tot tweemaal breder. De verbreding ontstaat doorat dat holle achterrand wegbuigt van de rechte voorrand. Vooraan ligt een halvemaanvormige verruwing voor de aanhechting van de musculus teres major die de arm naar achteren en binnen trekt; achteraan een soortgelijke verruwing voor de musculus deltoides scapularis. Onderaan de voorrand ligt een bescheiden uitsteeksel, de processus acromialis. De dikke onderrand van het schouderblad, die het ravenbeksbeen raakt is achteraan extra verdikt tot een beenwal boven het schoudergewricht. Aan die wal zat de musculus triceps scapularis lateralis externus vast. Aan de binnenzijde van het blad loopt een schuine richel voor de musculus subscapularis, de spier die arm om zijn lengtetas naar binnen draait. Het schoudergewricht is zeer groot en wat niervormig. Het is schuin naar achteren en bezijden gericht.
Het ravenbeksbeen is niet goed bekend. Het wordt doorboord door een groot foramen coracoideum. De achterrand is sterk uitgehold.
Het opperarmbeen kan tot een kwart meter lang worden. Het is iets naar buiten gebogen en bezit bovenaan krachtige deltopectorale kam. Lager is de schacht ingesnoerd met een ronde tot driehoekige dwarsdoorsnede, uitlopend in verbrede onderste gewrichtsknobbels waarvan de binnenste, die met de ellepijp articuleert, het grootste is en het verst naar beneden steekt. De bovenrand van het opperarmbeen is verbreed en middenin het dikst. Boven de schacht zit een kop in de vorm van een naar boven en binnen uitstekende bult tussen een veel lagere binnenhoek en buitenhoek. Deze paste in het schoudergewricht. De deltopectorale kam beslaat de bovenste helft van de schacht. De bovenrand ervan is dun en glad, zich zeer geleidelijk van de schacht verwijderend naar beneden doorlopend, maar verdikt zich uiteindelijk naar onderen in verruwingen voor de musculus pectoralis aan de binnenzijde en de musculus deltoides clavicularis aan de buitenzijde. Voor die laatste spier is er een brede trog die dieper wordt in de richting van de punt van de kam. De kam heeft door de laag gelegen punt een hoekig profiel en is iets naar voren en binnen gebogen. Achteraan de schacht ligt een verticale afgeronde richel voor de takken van de musculus triceps. De groeve tussen de onderste gewrichtsknobbels is nauw maar verbreedt zich snel naar voren en achteren. In de voorste groeve ligt een klein uitsteeksel, wellicht voor een pees.
De ellepijp is tamelijk zwaargebouwd. De processus olecrani aan de achterzijde van het bovenvlak is kort en stomp. Het eigenlijke gewrichtsvlak, met het opperarmbeen, wordt begrensd door een richel. Daaronder ligt de holte waarin het spaakbeen past, naast een lage kam waaraan het kapsel dat beide onderarmbeenderen verbond, vastzat. Het ondervlak is afgeplat. Onderaan is de buitenzijde diep gegroefd voor het kapsel met de pols.
Het spaakbeen heeft een eirond bovenvlak met een uitholling voor het contact met de buitenste gewrichtsknobbel van het opperarmbeen. De schacht heeft een driehoekige dwarsdoorsnede. Het ondervlak is ook eirond en ruw bol afgerond voor de articulatie met de pols. Het vlak dat de onderzijde van de ellepijp raakt is afgeplat wat wijst op een geringe rotatie van de onderarm. Van pols en hand was in 2003 niets bekend.

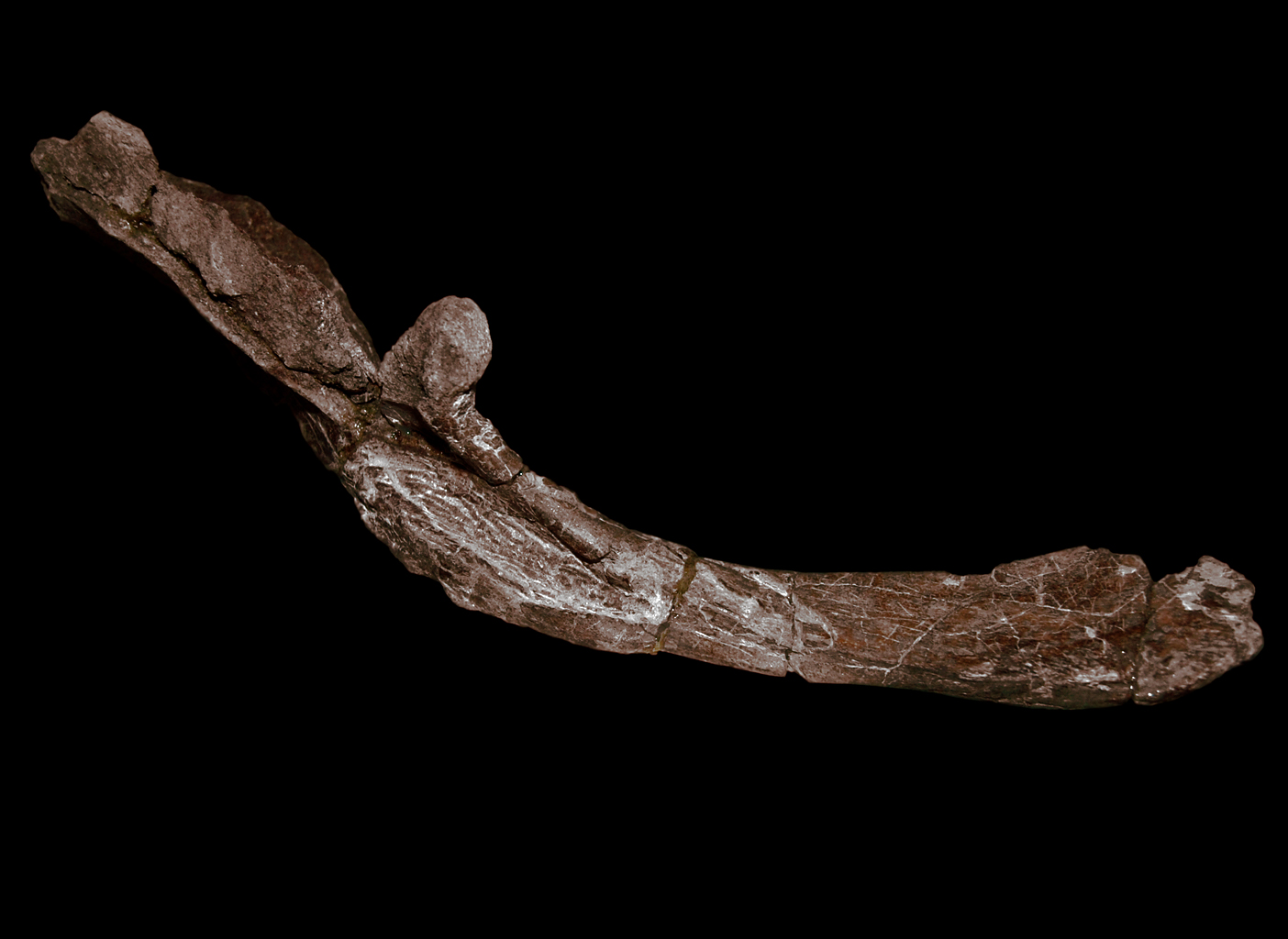
Een darmbeen

In het bekken heeft het darmbeen een lang en overdwars breed voorblad. Het middengedeelte is iets schuin naar beneden gericht. Het achterblad is hoog en de bovenrand ervan stulpt ver naar buiten uit. Het voorblad is om zijn lengteas gewrongen waarbij de bovenrand naar buiten draait, vermoedelijk om contact te vermijden met de achterste ribben. Dit is in zo sterke mate het geval dat het zijvlak vooraan naar buiten of zelfs iets omlaag gericht wordt. De bovenrand van het voorblad is sterk gegroefd, voor de aanhechting van de musculus dorsalis trunci aan de binnenzijde en de musculus iliotibialis I aan de buitenzijde. Er bevindt zich een diepe inham tussen het voorblad en het aanhangsel voor het schaambeen. De binnenzijde van het voorblad draagt een lengterichel waar vermoedelijk de achterste ribben contact maakten of wellicht een epiaxiale spiergroep. Het middengedeelte boven het heupgewricht is hoog met een naar buiten verbrede bovenrand. Het heupgewricht lijkt sterk afwijkend voor Ornithischia: volgens de beschrijvers is het nauwelijks geperforeerd, uit weinig meer bestaand dan een ondiepe bres tussen het ruwe aanhangsel voor het schaambeen en het enorme lensvormige aanhangsel voor het zitbeen. Verder is er geen aanwijzing voor een overkappende antitrochanter. Dat zou alles wijzen op een geheel unieke wijze van voortbewegen. Een alternatieve interpretatie is dat de verschillende fossielen fout geprepareerd zijn en dat de "lens" het door matrix opgevulde heupgewricht is. Het achterblad is licht verbreed met een hol buitenvlak. Ook hier is de bovenrand verbreed en naar buiten gekruld, als aanhechting voor de musculus iliotibialis II en de musculus iliofemoralis.
Schaambeenderen zijn niet teruggevonden. Het zitbeen vormt een boog met in de interpretatie van de beschrijvers bovenaan een groot, en zeer hol, raakvlak met het darmbeen en een kleiner, hoger en slanker raakvlak met het schaambeen. Beide zijn gescheiden door een dunne richel die dan als achterste onderzijde van het heupgewricht diende. Het blad van het zitbeen is rond in dwarsdoorsnede. Het heeft een evenwijdig voorrand en achterrand. Gevonden zitbeenderen verschillen van elkaar in de breedte van de schacht, een mogelijk geval van seksuele dimorfie. De schacht is glad aan de binnenzijde. De voorrand heeft geen processus obturatorius. Op zo'n 70% van de lengte van boven af gemeten buigt de schacht duidelijk naar onderen. Het onderste uiteinde is stomp afgesneden en niet verdikt tot een "voet". De buitenzijde is verruwd, vermoedelijk voor de aanhechting van de musculus rectus abdominis en musculus obliquus externus abdominis, spieren die de buikholte van achteren ondersteunden. Ook de symfyse, vergroeiing onderaan, van beide zitbeenderen is verruwd.
De gevonden dijbeenderen verschillen in lengte van vijftien centimeter tot 333 millimeter. Het dijbeen is in zijaanzicht tamelijk recht. De nek kromt geleidelijk van de schacht naar de halve bol van de kop toe. Aan de andere zijde zet de schacht zich voort in de beenstijl van de trochanter major. Die steekt in een punt omhoog, even hoog als de kop en ervan gescheiden door een glad zadelvormig bovenvlak. De buitenzijde van de beenstijl is plat met diepe verticale groeven. Ervoor steekt een vingervormige trochanter minor omhoog, ervan gescheiden door een nauwe kloof. Die heeft op de voorzijde verticale groeven voor de musculus iliofemoralis, die spier die het dijbeen heft van het darmbeen uit. Aan de binnenste achterrand van de schacht ligt een grote bult. Daar weer onder bevindt zich de vierde trochanter, net onder de helft van de hoogte van de schacht, als een lage schuine golvende kam met een afhangende ruwe punt. Aan de binnenzijde van de kam ligt een ovale uitholling als aanhechting voor de retractorspier waarmee de staart het dijbeen naar achteren trok. Nog verder naar onder zit een kleine uitholling voor de musculus femorotibialis internus die het scheenbeen boog. De volgende uitholling is voor de musculus adductor. Van daaruit loopt een richel naar de beenstijl van de binnenste onderste gewrichtsknobbel. De buitenste knobbel is kleiner en lager. De voorste groeve tussen beide knobbels, waar doorheen de pees van de musculus iliotibialis I loopt die via de crista cnemialis het scheenbeen strekte van het darmbeen uit, is ondiep. Daarentegen is de achterste groeve juist diep, voor de pees die het scheenbeen boog. Op de buitenzijde van de buitenste knobbel ligt nog een kleiner bultje dat de pees van de musculus iliofibularis geleidde, de spier die van het darmbeen uit naar het kuitbeen liep.
Het scheenbeen is robuust en wat korter dan het dijbeen, wat niet duidt op een hoge snelheid. De relatief smalle schacht ervan is meestal sterk naar buiten gebogen. Het bovenvlak is sterk verbreed, ruw en licht bol. Het is hartvormig met een grote brede ronde binnenste lob achteraan die door een smalle maar diepe inkeping gescheiden wordt van de kleinere buitenste lob. De buitenrand loopt naar voren uit in de crista cnemialis, in een buiging waar het kuitbeen in past. De voorrand van de cnemiale kam is bol gebogen. Direct beneden deze kam loopt nog een richel aan de buitenzijde richting het buitenste enkelvlak. Aan de achterzijde loopt en lagere richel richting binnenste enkelvlak. De richels begrensden voor voorste respectievelijk achterste musculatuur van het onderbeen. De schacht heeft bovenaan een eironde dwarsdoorsnede die naar onder uitloopt in een schijfvormige doorsnede. De achterkant van de schacht heeft een lage verheffing voor de spieren die de voet bogen. Aan de buitenste voorzijde ligt een gladde zone met aan de buitenzijde een richel met evenwijdige groeve, kennelijk voor een kapsel dat scheenbeen en kuitbeen verbond. Daar weer buiten bevindt zich een ovale verruwing, voor een buitenste spiergroep. Naar beneden toe is de schacht onder een hoek van 60° tot 70° om zijn as gewrongen, uitlopend in veel bredere enkelvlakken en de gewrichtsvlakken voor de bovenste enkelbeenderen. De buitenrand en binnenrand van de onderzijde zijn scherp en iets naar voren gericht; de voorrand is hol. Het binnenste enkelvlak is dunner in zijaanzicht maar overdwars breder dan het buitenste dat veel verder naar onderen uitsteekt. Dit vlak raakt met een plat ruw facet de onderzijde van het kuitbeen. Het kuitbeen is bovenaan sterk verbreed. Daaronder liggen verruwingen en putjes voor de aanhechting van de musculus iliofibularis. De schacht is dun. De achterrand heeft een verruwing voor de musculus peroneus. Het onderste uiteinde is sterk overdwars afgeplat maar ook een weinig verbreed. Er is een kleine verdikking naar achteren. Het sprongbeen heeft een korte opgaande tak en een zadelvormig ondervlak. Het kuitbeen rust op het driehoekige bovenvlak van het kleine hielbeen dat een groeve heeft aan de voorste onderkant voor het contact met het sprongbeen. Het bovenvlak heeft een scherpe achterrand maar het facet richting sprongbeen en het ondervlak zijn afgerond. Van de middenvoet is alleen het vierde middenvoetsbeen beschreven dat onderaan een scharniergewricht heeft.

### Kenmerken vanZalmoxes shqiperorum

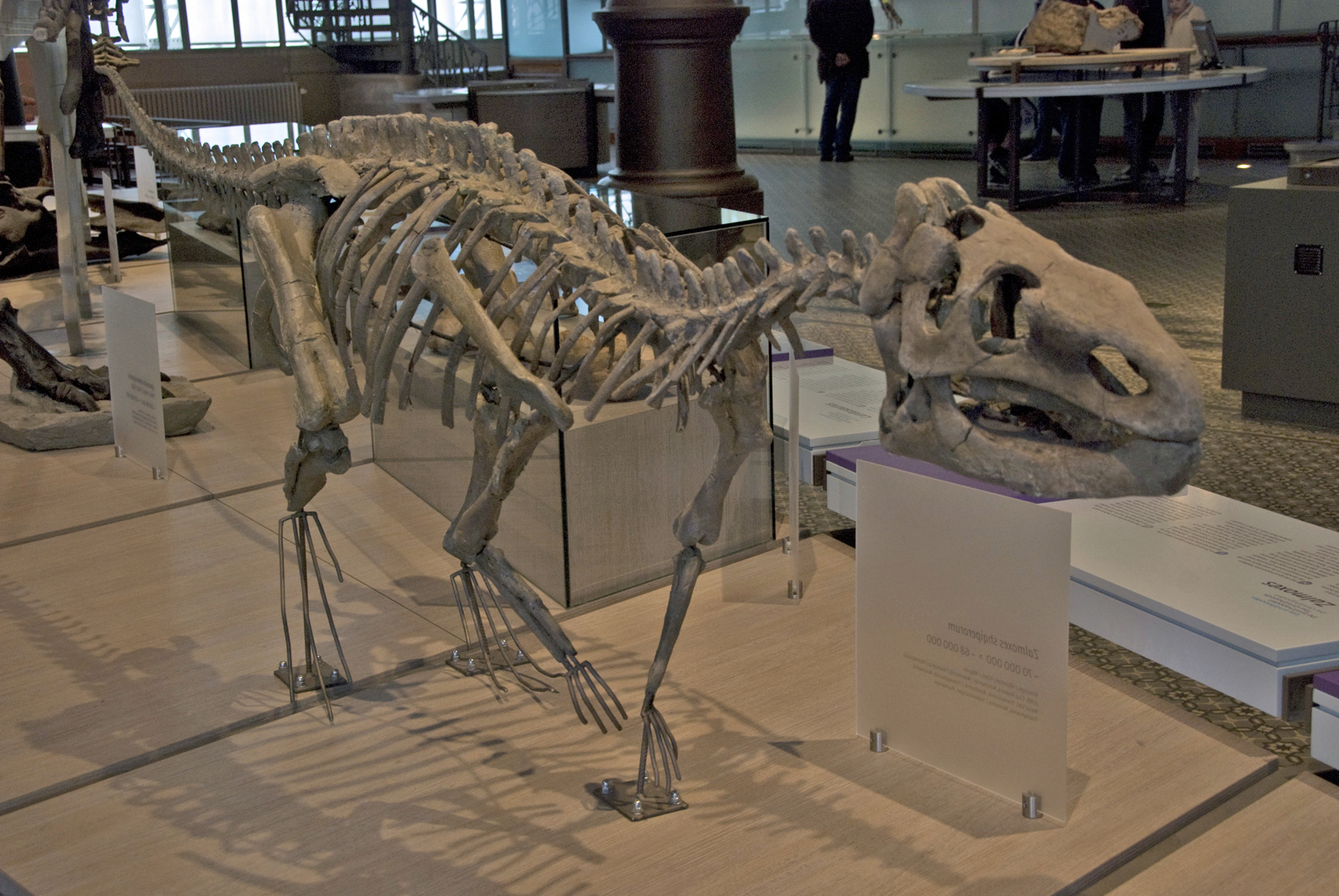
Een replica van Zalmoxes shqiperorum te Brussel

Zalmoxes shqiperorum heeft eigen onderscheidende kenmerken waarop zijn status als aparte soort gebaseerd is. Het dentarium van de onderkaak heeft aan de buitenkant een brede hoekige rand die een horizontaal plateau vormt dat langs de hele tandrij loopt, zelfs aan de binnenkant van en tot achter de processus coronoides. Het schouderblad is nauw van boven en verwijdt plotseling aan de onderste achterzijde, terwijl het gedeelte naast het ravenbeksbeen en de opvallend uitstekende processus acromialis verbreed is. Het zitbeen eindigt in een sterke verbreding. De soort mist ook een kenmerk van Zalmoxes robustus: een uitsteeksel op het darmbeen boven het heupgewricht.
Een van de dijbeenderen heeft een lengte van 47 centimeter wat erop zou kunnen wijzen dat Z. shqiperorum veel groter werd. Gregory S. Paul schatte in 2010 de lichaamslengte op 4,5 meter, het gewicht op 350 kilogram.

## Fylogenie
De beschrijvers wezen Zalmoxes toe aan een nieuwe klade Rhabdodontidae, waarvan ook Rhabdodon en Mochlodon deel uitmaakten. Die klade zou de zustergroep zijn van de Iguanodontia. Latere cladistische analyses echter hadden soms als uitkomst dat de Rhabdodontidae zelf tot de Iguanodontia behoorden als meest basale groep. In dat geval is Zalmoxes dus ook een basale iguanodontiër.
Een kladogram waarbij Zalmoxes buiten de Iguanodontia valt:
|  | Zalmoxes  |
|  |           |
|  | Rhabdodon |
|  |           |

|  | Iguanodontia |
|  |              |

|  | Zalmoxes  |
|  |           |
|  | Rhabdodon |
|  |           |

|  | Iguanodontia |
|  |              |

|  | Zalmoxes  |
|  |           |
|  | Rhabdodon |
|  |           |

|  | Iguanodontia |
|  |              |

|  | Zalmoxes  |
|  |           |
|  | Rhabdodon |
|  |           |

|  | Iguanodontia |
|  |              |

Een een kladogram waarin hij er binnen valt:
|  | Anabisetia                                                   |
|  |                                                              |
|  | \| \| Tenontosaurus \| \| \| \| \| \| Dryomorpha \| \| \| \| |
|  |                                                              |
|  | Tenontosaurus                                                |
|  |                                                              |
|  | Dryomorpha                                                   |
|  |                                                              |

|  | Tenontosaurus |
|  |               |
|  | Dryomorpha    |
|  |               |

|  | Mochlodon                                              |
|  |                                                        |
|  | \| \| Rhabdodon \| \| \| \| \| \| Zalmoxes \| \| \| \| |
|  |                                                        |
|  | Rhabdodon                                              |
|  |                                                        |
|  | Zalmoxes                                               |
|  |                                                        |

|  | Rhabdodon |
|  |           |
|  | Zalmoxes  |
|  |           |

|  | Mochlodon                                              |
|  |                                                        |
|  | \| \| Rhabdodon \| \| \| \| \| \| Zalmoxes \| \| \| \| |
|  |                                                        |
|  | Rhabdodon                                              |
|  |                                                        |
|  | Zalmoxes                                               |
|  |                                                        |

|  | Rhabdodon |
|  |           |
|  | Zalmoxes  |
|  |           |

|  | Mochlodon                                              |
|  |                                                        |
|  | \| \| Rhabdodon \| \| \| \| \| \| Zalmoxes \| \| \| \| |
|  |                                                        |
|  | Rhabdodon                                              |
|  |                                                        |
|  | Zalmoxes                                               |
|  |                                                        |

|  | Rhabdodon |
|  |           |
|  | Zalmoxes  |
|  |           |

|  | Mochlodon                                              |
|  |                                                        |
|  | \| \| Rhabdodon \| \| \| \| \| \| Zalmoxes \| \| \| \| |
|  |                                                        |
|  | Rhabdodon                                              |
|  |                                                        |
|  | Zalmoxes                                               |
|  |                                                        |

|  | Rhabdodon |
|  |           |
|  | Zalmoxes  |
|  |           |

|  | Anabisetia                                                   |
|  |                                                              |
|  | \| \| Tenontosaurus \| \| \| \| \| \| Dryomorpha \| \| \| \| |
|  |                                                              |
|  | Tenontosaurus                                                |
|  |                                                              |
|  | Dryomorpha                                                   |
|  |                                                              |

|  | Tenontosaurus |
|  |               |
|  | Dryomorpha    |
|  |               |

|  | Mochlodon                                              |
|  |                                                        |
|  | \| \| Rhabdodon \| \| \| \| \| \| Zalmoxes \| \| \| \| |
|  |                                                        |
|  | Rhabdodon                                              |
|  |                                                        |
|  | Zalmoxes                                               |
|  |                                                        |

|  | Rhabdodon |
|  |           |
|  | Zalmoxes  |
|  |           |

|  | Mochlodon                                              |
|  |                                                        |
|  | \| \| Rhabdodon \| \| \| \| \| \| Zalmoxes \| \| \| \| |
|  |                                                        |
|  | Rhabdodon                                              |
|  |                                                        |
|  | Zalmoxes                                               |
|  |                                                        |

|  | Rhabdodon |
|  |           |
|  | Zalmoxes  |
|  |           |

|  | Mochlodon                                              |
|  |                                                        |
|  | \| \| Rhabdodon \| \| \| \| \| \| Zalmoxes \| \| \| \| |
|  |                                                        |
|  | Rhabdodon                                              |
|  |                                                        |
|  | Zalmoxes                                               |
|  |                                                        |

|  | Rhabdodon |
|  |           |
|  | Zalmoxes  |
|  |           |

|  | Mochlodon                                              |
|  |                                                        |
|  | \| \| Rhabdodon \| \| \| \| \| \| Zalmoxes \| \| \| \| |
|  |                                                        |
|  | Rhabdodon                                              |
|  |                                                        |
|  | Zalmoxes                                               |
|  |                                                        |

|  | Rhabdodon |
|  |           |
|  | Zalmoxes  |
|  |           |

## Levenswijze

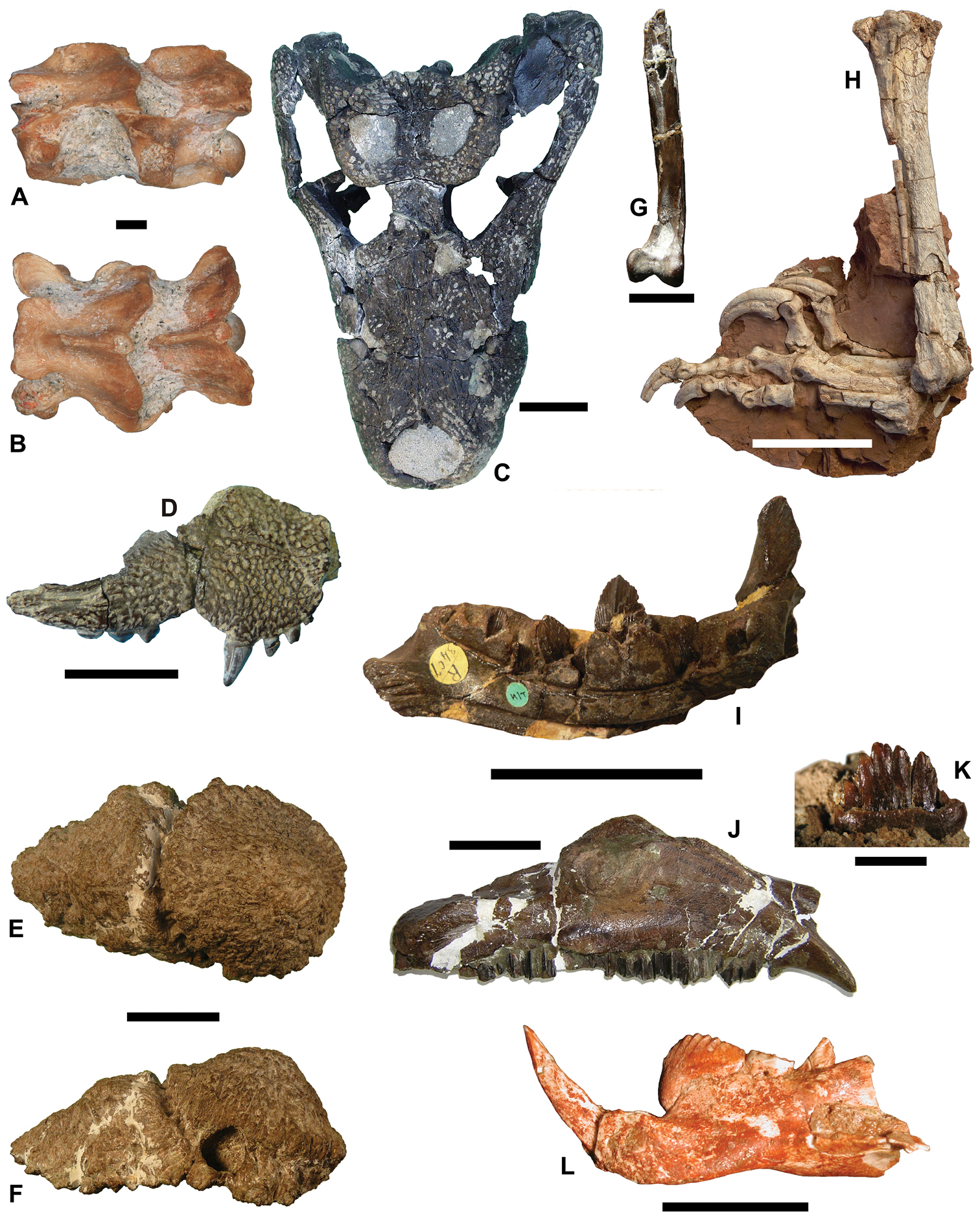
Wat botten van het Haţegeiland met onder I een zalmoxesdentarium

Zalmoxes was een planteneter. In 2003 werd verondersteld dat de schedel een evolutionaire overgang toont tussen een beweeglijker constructie die een zekere kauwende verwerking toestond van kleinere plantendelen naar een hechtere bouw voor het kraken van grof voedsel. Waaruit dat dan bestond, is onzeker. In zijn habitat zijn voornamelijk fossiele varens, paardestaarten en kruiden aangetroffen. Daarbij was de snuit smal wat wijst op het selectief eten van hoogwaardig voedsel. Daartegen spreekt weer het feit dat de romp zo rond was, kennelijk om plaats te scheppen voor een grote buikholte waarin laagwaardig voedsel verteerd kon worden.
Nopcsas hypothese van dwergvorming heeft altijd veel aandacht gekregen. In 2003 werd deze bevestigd. Latere onderzoekers waren echter skeptischer. Er werd op gewezen dat Zalmoxes helemaal niet van zeer grote vormen afstamt zodat zijn robuuste bouw daar geen erfenis van kan zijn. Zelfs in 2003 kwam men uit op een reductie in lengte van slechts 36% voor Zalmoxes robustus. Eerder zou het zo zijn dat Zalmoxes bij ontstentenis van grotere euornithopoden op zijn eiland daar onafhankelijk van bepaalde robuuste trekken zou hebben ontwikkeld zoals een zware schedel. In veel van zijn proporties wijkt Zalmoxes overigens niet significant af van andere euornithopoden. Ook tijdens zijn groei veranderden zijn lichaamsverhoudingen op dezelfde wijze als bij zijn verwanten. Het aantal tanden nam toe, de onderkaak werd rechter, het opperarmbeen kreeg een grotere en hoekiger deltopectorale kam, het dijbeen werd langer en ontwikkelde een krachtiger trochanter minor terwijl de vierde trochanter zakte en het scheenbeen werd robuuster. Dat alles wijst op een langzamer en viervoetige gang bij volwassen dieren. Het sluit goed aan bij de brede bouw van het bekken en de vrij wijde stand van de achterpoten. Zalmoxes was dus geen gespecialiseerde rennende vorm. Grote Theropoda waren op het eiland ook afwezig, dus er was vermoedelijk weinig om van weg te lopen.